# Rieskaluoto
Rieskaluoto är en ö i Finland. Den ligger i sjön Palusjärvi och i kommunen Ulvsby i den ekonomiska regionen  Björneborgs ekonomiska region  och landskapet Satakunta, i den sydvästra delen av landet, 210 km nordväst om huvudstaden Helsingfors. Öns största längd är 30 meter i nord-sydlig riktning.